# Drosera slackii
Drosera slackii Cheek, 1987 è una pianta carnivora della famiglia delle Droseracee, endemica del Sudafrica.

## Descrizione
Essa è una specie di grandi dimensioni (max 7–8 cm) con caratteristiche foglie cuoriformi e, come tutte le specie di Drosera, cosparse di filamenti appiccicosi caratteristici della "trappola" per insetti.